# Vic Lynn
Victor Ivan Lynn, mais conhecido como Vic Lynn (Saskatoon, 26 de janeiro de 1925 - 6 de dezembro de 2010), foi um jogador profissional de hóquei no gelo canadense da NHL. Jogou em todas as seis equipes originais da liga.